# Polyplectropus paradelphae
Polyplectropus paradelphae là một loài Trichoptera thuộc họ Polycentropodidae. Chúng phân bố ở vùng Tân nhiệt đới.